# WKBL 챔피언 결정전
다음은 WKBL 챔피언 결정전에 대한 주요 정보를 표로 나열한 것이다.

## 구단 변천사
한국여자프로농구(WKBL)의 각 구단은 기본적으로 전신 구단의 기록을 승계한다. 각 구단별 창단 및 변천 과정은 다음과 같다.
- 청주 KB 스타즈

국민은행 여자농구단 (1963년 ~ 2000년)
천안 KB 세이버스 (2000년 ~ 2011년)
청주 KB 스타즈 (2011년 ~ 현재)
- 부산 BNK 썸

금호생명 팰컨스 (2000년 ~ 2001년)
구리 KDB생명 위너스 (2010년 ~ 2018년)
수원 OK저축은행 읏샷 (2018년 ~ 2019년)
부산 BNK 썸 (2019년 ~ 현재)
- 용인 삼성생명 블루밍스

삼성 여자농구단 (1977년 ~ 1982년)
동방생명 농구단 (1982년 ~ 1989년)
삼성생명 농구단 (1989년 ~ 1998년)
삼성생명 페라이온 (1998년 ~ 2000년)
삼성생명 비추미 (2000년 ~ 2001년)
수원 삼성생명 비추미 (2001년 ~ 2005년)
용인 삼성생명 비추미 (2005년 ~ 2012년)
용인 삼성 블루밍스 (2014년 ~ 2015년)
용인 삼성생명 블루밍스 (2012년 ~ 2014년, 2015년 ~ 현재)
- 인천 신한은행 에스버드

현대중공업 여자농구단 (1986년 ~ 1990년)
현대산업개발 여자농구단 (1990년 ~ 1998년)
현대 하이페리온/레드폭스 (1998년 ~ 2001년)
청주 현대 하이페리온 (2001년 ~ 2004년)
안산 신한은행 에스버드 (2004년 ~ 2014년)
인천 신한은행 에스버드 (2014년 ~ 현재)
- 아산 우리은행 우리WON

상업은행 여자농구단 (1958년 ~ 1998년)
한빛은행 한새 (1998년 ~ 2001년)
춘천 한빛은행 한새 (2001년 ~ 2002년)
춘천 우리은행 한새 (2002년 ~ 2016년)
아산 우리은행 위비 (2016년 ~ 2021년)
아산 우리은행 우리WON (2021년 ~ 현재)
- 부천 하나원큐

태평양화학 여자농구단 (1997 ~ 1998년)
신세계 쿨캣 (1998년 ~ 2001년)
광주 신세계 쿨캣 (2001년 ~ 2006년)
부천 신세계 쿨캣 (2006년 ~ 2012년)
부천 하나외환 (2012년 ~ 2015년)
부천 KEB하나은행 (2015년 ~ 2020년)
부천 하나원큐 (2020년 ~ 현재)

## 역대 포스트시즌 진출
| 1998년 여름 | 삼성생명 페라이온      | 신세계 쿨캣            | 미진출                 | 미진출                 |        |        |
| 1999년 겨울 | 신세계 쿨캣            | 한빛은행 한새          | 미진출                 | 미진출                 |        |        |
| 1999년 여름 | 삼성생명 페라이온      | 현대 하이페리온        | 미진출                 | 미진출                 |        |        |
| 2000년 겨울 | 삼성생명 페라이온      | 현대 하이페리온        | 미진출                 | 미진출                 |        |        |
| 2000년 여름 | 신세계 쿨캣            | 현대 하이페리온        | 삼성생명 비추미        | 국민은행 세이버스      |        |        |
| 2001년 겨울 | 신세계 쿨캣            | 삼성생명 비추미        | 현대 하이페리온        | 한빛은행 한새          |        |        |
| 2001년 여름 | 광주 신세계 쿨캣       | 청주 현대 하이페리온   | 춘천 한빛은행 한새     | 수원 삼성생명 비추미   |        |        |
| 2002년 겨울 | 천안 국민은행 세이버스 | 광주 신세계 쿨캣       | 수원 삼성생명 비추미   | 청주 현대 하이페리온   |        |        |
| 2002년 여름 | 수원 삼성생명 비추미   | 청주 현대 하이페리온   | 춘천 우리은행 한새     | 광주 신세계 쿨캣       |        |        |
| 2003년 겨울 | 춘천 우리은행 한새     | 수원 삼성생명 비추미   | 청주 현대 하이페리온   | 광주 신세계 쿨캣       |        |        |
| 2003년 여름 | 수원 삼성생명 비추미   | 광주 신세계 쿨캣       | 춘천 우리은행 한새     | 청주 현대 하이페리온   |        |        |
| 2004년 겨울 | 수원 삼성생명 비추미   | 천안 KB 세이버스       | 인천 금호생명 팰컨스   | 춘천 우리은행 한새     |        |        |
| 2004년 여름 | 미개최                 | 미개최                 | 미개최                 | 미개최                 | 미개최 | 미개최 |
| 2005년 겨울 | 춘천 우리은행 한새     | 인천 금호생명 팰컨스   | 수원 삼성생명 비추미   | 천안 KB 세이버스       |        |        |
| 2005년 여름 | 춘천 우리은행 한새     | 천안 KB 세이버스       | 안산 신한은행 에스버드 | 용인 삼성생명 비추미   |        |        |
| 2006년 겨울 | 춘천 우리은행 한새     | 안산 신한은행 에스버드 | 용인 삼성생명 비추미   | 인천 금호생명 팰컨스   |        |        |
| 2006년 여름 | 천안 KB 세이버스       | 용인 삼성생명 비추미   | 춘천 우리은행 한새     | 안산 신한은행 에스버드 |        |        |
| 2007년 겨울 | 안산 신한은행 에스버드 | 춘천 우리은행 한새     | 용인 삼성생명 비추미   | 부천 신세계 쿨캣       |        |        |
| 2008년      | 안산 신한은행 에스버드 | 용인 삼성생명 비추미   | 구리 금호생명 레드윙스 | 천안 KB 세이버스       |        |        |
| 2009년      | 안산 신한은행 에스버드 | 용인 삼성생명 비추미   | 구리 금호생명 레드윙스 | 부천 신세계 쿨캣       |        |        |
| 2010년      | 안산 신한은행 에스버드 | 용인 삼성생명 비추미   | 천안 KB 세이버스       | 구리 금호생명 레드윙스 |        |        |
| 2011년      | 안산 신한은행 에스버드 | 용인 삼성생명 비추미   | 구리 KDB생명 위너스    | 부천 신세계 쿨캣       |        |        |
| 2012년      | 안산 신한은행 에스버드 | 구리 KDB생명 위너스    | 청주 KB 스타즈         | 용인 삼성생명 비추미   |        |        |
| 2013년      | 춘천 우리은행 한새     | 안산 신한은행 에스버드 | 용인 삼성생명 블루밍스 | 청주 KB 스타즈         |        |        |
| 2014년      | 춘천 우리은행 한새     | 안산 신한은행 에스버드 | 청주 KB 스타즈         | 미진출                 |        |        |
| 2015년      | 춘천 우리은행 한새     | 인천 신한은행 에스버드 | 청주 KB 스타즈         | 미진출                 |        |        |
| 2016년      | 춘천 우리은행 한새     | 공석                   | 청주 KB 스타즈         | 미진출                 |        |        |
| 2017년      | 아산 우리은행 위비     | 용인 삼성생명 블루밍스 | 청주 KB 스타즈         | 미진출                 |        |        |
| 2018년      | 아산 우리은행 위비     | 청주 KB 스타즈         | 인천 신한은행 에스버드 | 미진출                 |        |        |
| 2019년      | 청주 KB 스타즈         | 아산 우리은행 위비     | 용인 삼성생명 블루밍스 | 미진출                 |        |        |
| 2020년      | 코로나 19로 미개최     | 코로나 19로 미개최     | 코로나 19로 미개최     | 미진출                 |        |        |
| 2021년      | 아산 우리은행 위비     | 청주 KB 스타즈         | 인천 신한은행 에스버드 | 용인 삼성생명 블루밍스 |        |        |
| 2022년      | 청주 KB 스타즈         | 아산 우리은행 우리WON  | 인천 신한은행 에스버드 | 부산 BNK 썸            |        |        |
| 2023년      | 아산 우리은행 우리WON  | 부산 BNK 썸            | 용인 삼성생명 블루밍스 | 인천 신한은행 에스버드 |        |        |
| 2024년      | 청주 KB 스타즈         | 아산 우리은행 우리WON  | 용인 삼성생명 블루밍스 | 부천 하나원큐          |        |        |

| 시즌                              | 진출          | 대상                                                         |
| --------------------------------- | ------------- | ------------------------------------------------------------ |
| 1998년 여름리그 ~ 2000년 겨울리그 | 챔피언 결정전 | 정규리그 1위 vs. 정규리그 2위                                |
| 2000년 여름리그 ~ 2011-2012 시즌  | 플레이오프    | 정규리그 1위 vs. 정규리그 4위, 정규리그 2위 vs. 정규리그 3위 |
| 2000년 여름리그 ~ 2011-2012 시즌  | 챔피언 결정전 | 플레이오프 승자 2팀                                          |
| 2012-2013 시즌                    | 준플레이오프  | 정규리그 3위 vs. 정규리그 4위                                |
| 2012-2013 시즌                    | 플레이오프    | 정규리그 2위 vs. 준플레이오프 승자                           |
| 2012-2013 시즌                    | 챔피언 결정전 | 정규리그 1위 vs. 플레이오프 승자                             |
| 2013-2014 시즌 ~ 2018-2019시즌    | 플레이오프    | 정규리그 2위 vs. 정규리그 3위                                |
| 2013-2014 시즌 ~ 2018-2019시즌    | 챔피언 결정전 | 정규리그 1위 vs. 플레이오프 승자                             |
| 2020-2021 시즌 ~ 현재             | 플레이오프    | 정규리그 1위 vs. 정규리그 4위, 정규리그 2위 vs. 정규리그 3위 |
| 2020-2021 시즌 ~ 현재             | 챔피언 결정전 | 플레이오프 승자 2팀                                          |

## 역대 챔피언 결정전 내력
| 연도        | 우승                   | 전적              | 내용              | 준우승                 | MVP               | 소속팀                 |
| ----------- | ---------------------- | ----------------- | ----------------- | ---------------------- | ----------------- | ---------------------- |
| 1998년 여름 | 삼성생명 페라이온      | 2승 1패           | 패승승            | 신세계 쿨캣            | 2002년 여름 신설  | 2002년 여름 신설       |
| 1999년 겨울 | 신세계 쿨캣            | 2승               | 승승              | 한빛은행 한새          | 2002년 여름 신설  | 2002년 여름 신설       |
| 1999년 여름 | 삼성생명 페라이온      | 2승               | 승승              | 현대 하이페리온        | 2002년 여름 신설  | 2002년 여름 신설       |
| 2000년 겨울 | 삼성생명 페라이온      | 2승               | 승승              | 현대 하이페리온        | 2002년 여름 신설  | 2002년 여름 신설       |
| 2000년 여름 | 신세계 쿨캣            | 2승               | 승승              | 현대 하이페리온        | 2002년 여름 신설  | 2002년 여름 신설       |
| 2001년 겨울 | 삼성생명 비추미        | 3승 1패           | 패승승승          | 한빛은행 한새          | 2002년 여름 신설  | 2002년 여름 신설       |
| 2001년 여름 | 광주 신세계 쿨캣       | 3승 2패           | 승패패승승        | 청주 현대 하이페리온   | 2002년 여름 신설  | 2002년 여름 신설       |
| 2002년 겨울 | 광주 신세계 쿨캣       | 3승 2패           | 패승승패승        | 천안 국민은행 세이버스 | 2002년 여름 신설  | 2002년 여름 신설       |
| 2002년 여름 | 청주 현대 하이페리온   | 3승 1패           | 패승승승          | 수원 삼성생명 비추미   | 김영옥            | 청주 현대 하이페리온   |
| 2003년 겨울 | 춘천 우리은행 한새     | 3승 1패           | 패승승승          | 수원 삼성생명 비추미   | 타미카 캐칭       | 춘천 우리은행 한새     |
| 2003년 여름 | 춘천 우리은행 한새     | 3승 1패           | 승패승승          | 수원 삼성생명 비추미   | 타미카 캐칭       | 춘천 우리은행 한새     |
| 2004년 겨울 | 인천 금호생명 팰컨스   | 3승 1패           | 패승승승          | 수원 삼성생명 비추미   | 김지윤            | 인천 금호생명 팰컨스   |
| 2004년 여름 | 미개최                 | 미개최            | 미개최            | 미개최                 | 미개최            | 미개최                 |
| 2005년 겨울 | 춘천 우리은행 한새     | 3승 1패           | 승승패승          | 수원 삼성생명 비추미   | 김영옥            | 춘천 우리은행 한새     |
| 2005년 여름 | 안산 신한은행 에스버드 | 3승               | 승승승            | 춘천 우리은행 한새     | 전주원            | 안산 신한은행 에스버드 |
| 2006년 겨울 | 춘천 우리은행 한새     | 3승 1패           | 패승승승          | 안산 신한은행 에스버드 | 타미카 캐칭       | 춘천 우리은행 한새     |
| 2006년 여름 | 용인 삼성생명 비추미   | 3승 2패           | 승승패패승        | 천안 KB 세이버스       | 변연하            | 용인 삼성생명 비추미   |
| 2007년 겨울 | 안산 신한은행 에스버드 | 3승 2패           | 패승승패승        | 용인 삼성생명 비추미   | 맥 윌리엄스       | 안산 신한은행 에스버드 |
| 2008년      | 안산 신한은행 에스버드 | 3승               | 승승승            | 용인 삼성생명 비추미   | 정선민            | 안산 신한은행 에스버드 |
| 2009년      | 안산 신한은행 에스버드 | 3승               | 승승승            | 용인 삼성생명 비추미   | 하은주            | 안산 신한은행 에스버드 |
| 2010년      | 안산 신한은행 에스버드 | 3승 1패           | 승패승승          | 용인 삼성생명 비추미   | 전주원            | 안산 신한은행 에스버드 |
| 2011년      | 안산 신한은행 에스버드 | 3승               | 승승승            | 구리 KDB생명 위너스    | 하은주            | 안산 신한은행 에스버드 |
| 2012년      | 안산 신한은행 에스버드 | 3승               | 승승승            | 청주 KB 스타즈         | 하은주            | 안산 신한은행 에스버드 |
| 2013년      | 춘천 우리은행 한새     | 3승               | 승승승            | 용인 삼성생명 블루밍스 | 임영희            | 춘천 우리은행 한새     |
| 2014년      | 춘천 우리은행 한새     | 3승 1패           | 승승패승          | 안산 신한은행 에스버드 | 임영희            | 춘천 우리은행 한새     |
| 2015년      | 춘천 우리은행 한새     | 3승 1패           | 패승승승          | 청주 KB 스타즈         | 박혜진            | 춘천 우리은행 한새     |
| 2016년      | 춘천 우리은행 한새     | 무효              | 무효              | 공석                   | 박혜진            | 춘천 우리은행 한새     |
| 2017년      | 아산 우리은행 위비     | 3승               | 승승승            | 용인 삼성생명 블루밍스 | 박혜진            | 아산 우리은행 위비     |
| 2018년      | 아산 우리은행 위비     | 3승               | 승승승            | 청주 KB 스타즈         | 김정은            | 아산 우리은행 위비     |
| 2019년      | 청주 KB 스타즈         | 3승               | 승승승            | 용인 삼성생명 블루밍스 | 박지수            | 청주 KB 스타즈         |
| 2020년      | 코로나19로 미개최      | 코로나19로 미개최 | 코로나19로 미개최 | 코로나19로 미개최      | 코로나19로 미개최 | 코로나19로 미개최      |
| 2021년      | 용인 삼성생명 블루밍스 | 3승2패            | 승승패패승        | 청주 KB 스타즈         | 김한별            | 용인 삼성생명 블루밍스 |
| 2022년      | 청주 KB 스타즈         | 3승               | 승승승            | 아산 우리은행 위비     | 박지수            | 청주 KB 스타즈         |
| 2023년      | 아산 우리은행 우리WON  | 3승               | 승승승            | 부산 BNK 썸            | 김단비            | 아산 우리은행 우리WON  |
| 2024년      | 아산 우리은행 우리WON  | 3승1패            | 승패승승          | 청주 KB 스타즈         | 김단비            | 아산 우리은행 우리WON  |
| 2025년      | 부산 BNK 썸            | 3승               | 승승승            | 아산 우리은행 우리WON  |                   |                        |

## 구단별 기록

### 포스트시즌 진출
| 구단                   | 횟수        | 연도 |
| ---------------------- | ----------- | --- |
| 아산 우리은행 우리WON  | 우승 12회   | 2003겨울, 2005겨울, 2005여름, 2006겨울, 2013, 2014, 2015, 2016, 2017, 2018, 2021, 2023                                                                           |
| 아산 우리은행 우리WON  | 진출권 10회 | 1999겨울, 2001겨울, 2001여름, 2002여름, 2003여름, 2004겨울, 2006여름, 2007겨울, 2019, 2022                                                                       |
| 용인 삼성생명 블루밍스 | 우승 6회    | 1998여름, 1999여름, 2000겨울, 2002여름, 2003여름, 2004겨울 |
| 용인 삼성생명 블루밍스 | 진출권 20회 | 2000여름, 2001겨울, 2001여름, 2002겨울, 2003겨울, 2005겨울, 2005여름, 2006겨울, 2006여름, 2007겨울, 2008, 2009, 2010, 2011, 2012, 2013, 2017, 2019, 2021, 2023   |
| 인천 신한은행 에스버드 | 우승 6회    | 2007겨울, 2008, 2009, 2010, 2011, 2012 |
| 인천 신한은행 에스버드 | 진출권 19회 | 1999여름, 2000겨울, 2000여름, 2001겨울, 2001여름, 2002겨울, 2002여름, 2003겨울, 2003여름, 2005여름, 2006겨울, 2006여름, 2013, 2014, 2015, 2018, 2021, 2022, 2023 |
| 청주 KB 스타즈         | 우승 4회    | 2002겨울, 2006여름, 2019 ,2022 |
| 청주 KB 스타즈         | 진출권 15회 | 2000여름, 2004겨울, 2005겨울, 2005여름, 2008, 2010, 2012, 2013, 2014, 2015, 2016, 2017, 2018, 2019, 2021                                                         |
| 부천 하나원큐          | 우승 4회    | 1999겨울, 2000여름, 2001겨울, 2001여름 |
| 부천 하나원큐          | 진출권 8회  | 1998여름, 2002겨울, 2002여름, 2003겨울, 2003여름, 2007겨울, 2009, 2011                                                                                           |
| 부산 BNK 썸            | 우승 0회    | |
| 부산 BNK 썸            | 진출권 10회 | 2004겨울, 2005겨울, 2006겨울, 2008, 2009, 2010, 2011, 2012 ,2022, 2023                                                                                           |

| 시즌                              | 진출          | 대상                                                         |
| --------------------------------- | ------------- | ------------------------------------------------------------ |
| 1998년 여름리그 ~ 2000년 겨울리그 | 챔피언 결정전 | 정규리그 1위 vs. 정규리그 2위                                |
| 2000년 여름리그 ~ 2011-2012 시즌  | 플레이오프    | 정규리그 1위 vs. 정규리그 4위, 정규리그 2위 vs. 정규리그 3위 |
| 2000년 여름리그 ~ 2011-2012 시즌  | 챔피언 결정전 | 플레이오프 승자 2팀                                          |
| 2012-2013 시즌                    | 준플레이오프  | 정규리그 3위 vs. 정규리그 4위                                |
| 2012-2013 시즌                    | 플레이오프    | 정규리그 2위 vs. 준플레이오프 승자                           |
| 2012-2013 시즌                    | 챔피언 결정전 | 정규리그 1위 vs. 플레이오프 승자                             |
| 2013-2014 시즌 ~ 2019-2020 시즌   | 플레이오프    | 정규리그 2위 vs. 정규리그 3위                                |
| 2013-2014 시즌 ~ 2019-2020 시즌   | 챔피언 결정전 | 정규리그 1위 vs. 플레이오프 승자                             |
| 2020-2021 시즌 ~                  | 플레이오프    | 정규리그 1위 vs. 정규리그 4위, 정규리그 2위 vs. 정규리그 3위 |
| 2020-2021 시즌 ~                  | 챔피언 결정전 | 플레이오프 승자 2팀                                          |

### 챔피언 결정전 우승
| 구단                   | 횟수 | 횟수   | 횟수 | 연도 | 연도 |
| 구단                   | 우승 | 준우승 | 합계 | 우승 | 준우승 |
| ---------------------- | ---- | ------ | ---- | --- | --- |
| 아산 우리은행 우리WON  | 11   | 4      | 15   | 2003겨울, 2003여름, 2005겨울, 2006겨울, 2012-2013, 2013-2014, 2014-2015, 2015-2016, 2016-2017, 2017-2018, 2022-2023 | 1999겨울, 2001겨울, 2005여름, 2021-2022                                                                                      |
| 인천 신한은행 에스버드 | 8    | 6      | 14   | 2002여름, 2005여름, 2007겨울, 2007-2008, 2008-2009, 2009-2010, 2010-2011, 2011-2012                                 | 1999여름, 2000겨울, 2000여름, 2001여름, 2006겨울, 2013-2014                                                                  |
| 용인 삼성생명 블루밍스 | 6    | 12     | 18   | 1998여름, 1999여름, 2000겨울, 2001겨울, 2006여름, 2020-2021                                                         | 2002여름, 2003겨울, 2003여름, 2004겨울, 2005겨울, 2007겨울, 2007-2008, 2008-2009, 2009-2010, 2012-2013, 2016-2017, 2018-2019 |
| 부천 하나원큐          | 4    | 1      | 5    | 1999겨울, 2000여름, 2001여름, 2002겨울                                                                              | 1998여름 |
| 청주 KB 스타즈         | 2    | 6      | 8    | 2018-2019, 2021-2022                                                                                                | 2002겨울, 2006여름, 2011-2012, 2014-2015, 2017-2018, 2020-2021                                                               |
| 부산 BNK 썸            | 1    | 2      | 3    | 2004겨울 | 2010-2011, 2022-2023 |

### 종합 기록
| 구단                   | 챔피언 결정전 | 챔피언 결정전 | 챔피언 결정전 | 포스트시즌 | 포스트시즌 | 포스트시즌  |
| 구단                   | 진출 횟수     | 우승 횟수     | 준우승 횟수   | 진출 횟수  | 우승 진출  | 비우승 진출 |
| ---------------------- | ------------- | ------------- | ------------- | ---------- | ---------- | ----------- |
| 용인 삼성생명 블루밍스 | 18회          | 6회           | 12회          | 26회       | 6회        | 20회        |
| 아산 우리은행 우리WON  | 15회          | 11회          | 4회           | 22회       | 12회       | 10회        |
| 인천 신한은행 에스버드 | 14회          | 8회           | 6회           | 25회       | 6회        | 19회        |
| 청주 KB 스타즈         | 8회           | 2회           | 6회           | 19회       | 4회        | 15회        |
| 부천 하나원큐          | 5회           | 4회           | 1회           | 12회       | 4회        | 8회         |
| 부산 BNK 썸            | 3회           | 1회           | 2회           | 10회       | 0회        | 10회        |

### 최다 대진
- 7회: 인천 신한은행 에스버드 (5) 대 용인 삼성생명 블루밍스 (2)
- 6회: 아산 우리은행 우리WON (5) 대 용인 삼성생명 블루밍스 (1)
- 3회: 아산 우리은행 우리WON (2) 대 인천 신한은행 에스버드 (1)
- 3회: 아산 우리은행 우리WON (2) 대 청주 KB 스타즈 (1)
- 3회: 용인 삼성생명 블루밍스 (2) 대 청주 KB 스타즈 (1)
- 2회: 광주 신세계 쿨캣 (2) 대 청주 현대 하이페리온 (0)

(*) 괄호 안 숫자는 챔피언 결정전 대진에서 각 팀이 승리한 횟수를 가리킨다.